# Nicola Fusillo
Nicola Fusillo (Noci, 12 luglio 1951) è un politico italiano.

## Biografia
Di professione Fusillo è imprenditore nel settore edilizio, ma nel 1996 decide di candidarsi con il Partito Popolare Italiano per concorrere alla carica di senatore, risultando poi eletto nel Collegio 6 (Monopoli - Putignano - Casamassima). Nella legislatura successiva ossia la XIV sarà eletto invece deputato nelle file della Margherita. 

### Incarichi parlamentari
Ha fatto parte delle seguenti commissioni parlamentari: Ambiente, territorio e lavori pubblici; Agricoltura; Bilancio e tesoro.

### Sottosegretario di Stato
È stato sottosegretario di Stato per le politiche agricole e forestali nel Governo D'Alema I. Inoltre, è stato sottosegretario all'ambiente nel Governo D'Alema II e Amato II.